# Кшищоф Яцковски (ясновидец)
Кшищоф Анджей Яцковски (на полски: Krzysztof Andrzej Jackowski) е полски ясновидец и ютюбър.

## Биография
Кшищоф Яцковски е роден на 1 юни 1963 година в Члухов, Полска народна република. По професия е стругар, от 1990-те години се занимава с ясновидство. Бил е кандидат за депутат в полския парламент. Основната му специализация са криминалните случаи. На страницата му в интернет има документи, издадени от полицейски органи, потвърждаващи разкриването с негова помощ на убийства и тежки криминални престъпления.
През 2000 г. става герой на документалния филм „Ясновидецът“, а през 2003 г. участва и печели риалити турнир на японската „TV Asahi“. През 2009 г. в телевизионно интервю му задават въпроса кой ще бъде следващият президент на Полша. Всички предварителни нагласи по това време сочат, че изборите ще бъдат спечелени отново от действащия Лех Качински. „Няма го Лех Качински. Не знам защо. Той спи“, казва Яцковски. На 10 април 2010 г. президентът Качински заедно със съпругата си и част от политическия елит на Полша загива в самолетна катастрофа в Смоленск, а президент става неговият опонент Бронислав Коморовски.
От 2008 г. той предупреждава че ще има Трета световна война, но твърди че войната няма да е пагубна за Полша като Втората световна война, когато държавата е в епицентъра на събитията. И съветва в кои страни да търсят спасение:
| „ | „Ще дойде време, когато хората в Полша ще се страхуват да дишат. Но не става дума за смог. Още по времето на комунизма се отоплявахме с въглища, които замърсяваха въздуха. Смог винаги е имало. Дъщеря ми ме попита: „Татко, къде ще бъде безопасно?“ Това, което почувствах тогава все още ме преследва. Помни, защото не знам дали ще бъда жив. Но ако нещо се случи, бягай в Румъния или България. Изобщо не знам защо. Нали Румъния и България са в посоката на Близкия Изток? Там би трябвало да бъде опасно. Но аз й казах: Бягай в Румъния или България. Не знам, така го почувствах. И го помня много добре.“ | “ |

През януари 2024 г. по време на предаване на живо в Youtube Яцковски допълни предсказанието си за България от 2008 гː
| „ | „Понякога съм се чудил. България и Румъния, особено България, е важна, много силна за мен. Защото през 2008 г беше публикувано моето виждане за 2008 г., когато казах, че в средата на септември 2008 г. банките в света ще фалират, след това казах, че това ще предизвика голяма война в света. И преди тази световна война хората в Полша и Европа ще се страхуват да дишат. Е, тук има известна неточност, защото в целия свят се страхуваха да дишат. Не само в Полша и Европа. Дами и господа, днес не знам дали това все още има смисъл. Може би има. Защото по онова време това произлизаше от една много чиста визия, от едно много силно чувство, което беше потвърдено. Така че може би продължава да има смисъл. Въпреки че не мога логически да го обоснова пред вас.“ | “ |